# Puente Hasán II
El Puente Hasán II (en árabe: جسر الحسن الثاني) a veces llamado nuevo puente Moulay al-Hassan es un puente que une, por encima de la desembocadura del Bouregreg, a unos 2 km del océano Atlántico, las ciudades de Rabat la capital del país africano de Marruecos y Salé.
Destinado a reemplazar el puente Moulay al-Hassan, que había sido construido a mediados de 1950 un poco por debajo, fue diseñado por el arquitecto francés Marc Mimram y realizado bajo la dirección de ingeniero marroquí Nadia El Kassimi, por un costo total (incluyendo caminos de acceso) de unos 1,2 mil millones de dirhams.
El 18 de mayo de 2011, fue inaugurado por el rey Mohamed VI de Marruecos, con el tranvía de Rabat-Salé, que es uno de los puntos de cruce. 

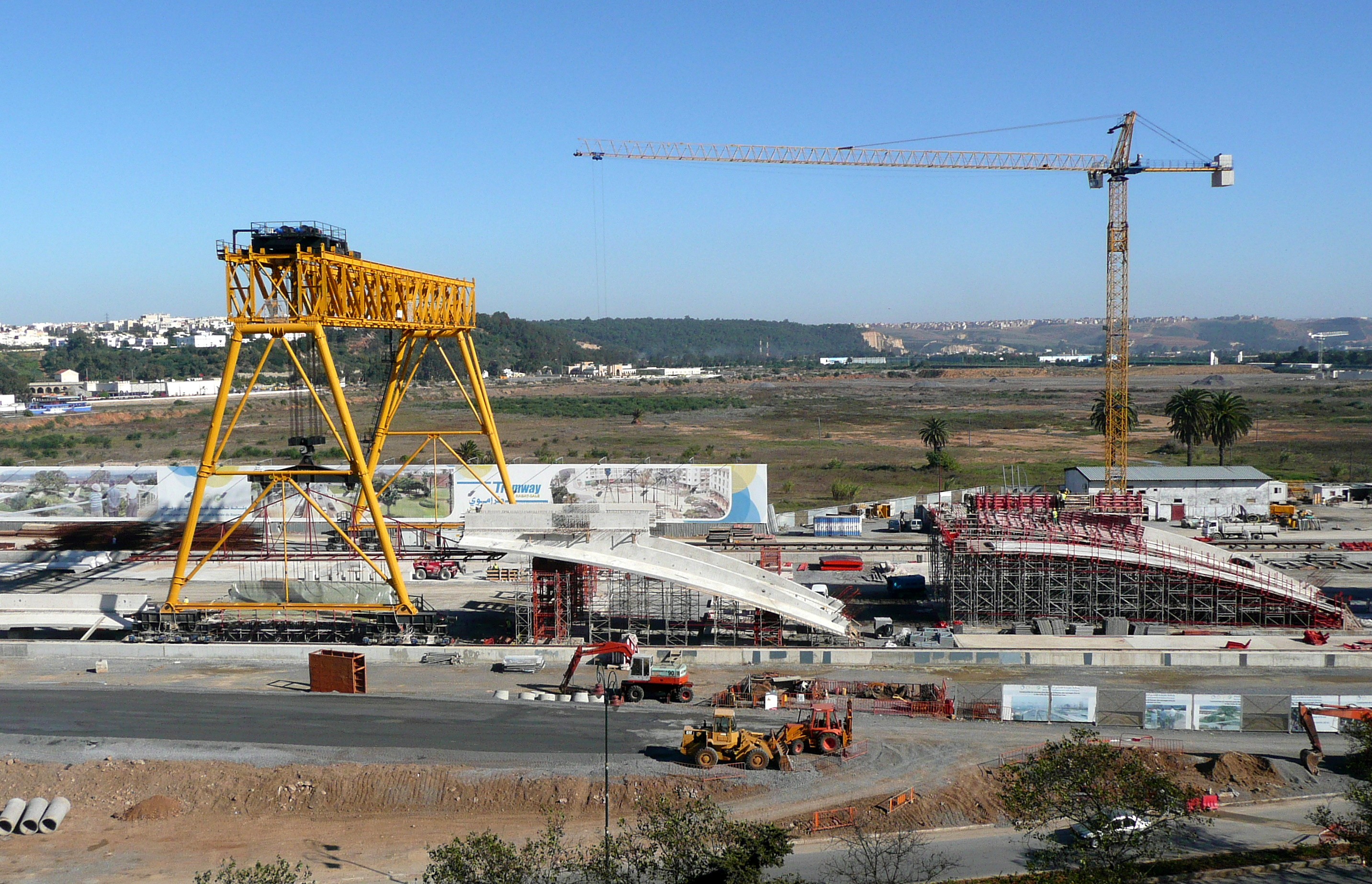
El sitio del puente de Hassan II en noviembre de 2009